# Hans Block (Journalist)
Johann „Hans“ Block (* 1870; † 1953) war ein deutscher Journalist. Von 1913 bis 1923 war er Chefredakteur der Leipziger Volkszeitung und von 1923 bis 1929 Pressesprecher der sächsischen Regierung.

## Leben
Block stammte aus einer wohlhabenden Familie und war gelernter Buchhändler. Er war der jüngere Bruder des Journalisten Paul Block.
Im Jahr 1892 arbeitete er als Geschäftsführer der Westfälischen Freie Presse in Dortmund. Ab 1893 war Block Redakteur im Nachfolgeblatt Rheinisch-Westfälische Arbeiterzeitung. Anfang 1899 wurde ihm dort aufgrund politisch abweichender Meinungen von der Pressekommission der Zeitung gekündigt. Im Anschluss schrieb er bis 1906 für die Sächsische Arbeiterzeitung. Zwischen 1904 und 1906 erschienen auch Texte von Block in Die Neue Zeit. Danach war er Redakteur der SPD-Parteizeitschrift Vorwärts, für die er von 1906 bis 1911 schrieb.
Zum 1. April 1911 wurde Block Redakteur der Leipziger Volkszeitung. 1913 wurde er Chefredakteur als Nachfolger von Paul Lensch. Unter seiner Leitung schrieb die Zeitung zurückhaltend bis kritisch über den vielfach bejubelten Ausbruch des Ersten Weltkriegs 1914.
Block war einer von fünf Mitarbeitern der Leipziger Volkszeitung, die am 9. Juni 1915 einen Aufruf an den SPD-Vorstand und die SPD-Reichstagsfraktion gegen Burgfriedenspolitik und gegen erneute Kriegskredite und für Beendigung des Krieges unterzeichneten.
Von 1917 bis 1919 war Block Mitglied der USPD, davor und danach der SPD.
Nach seinem Regierungsantritt machte Erich Zeigner Block im Mai 1923 zum Leiter der Nachrichtenstelle der Sächsischen Staatskanzlei. Wie Zeigner gehörte Block zum linken Flügel der SPD. Im Sommer 1923 verteidigte Block in der sozialistischen Wochenzeitschrift Die Glocke die neue sächsische Regierung gegen Kritik, unter anderem von Reichskanzler Wilhelm Cuno. Auf Einladung Zeigners war Block ab Oktober 1923 persönlich bei Kabinettssitzungen anwesend.
Nach der Absetzung Zeigners durch die Reichsexekution am 29. Oktober 1923 verlor Block für einige Wochen seinen Posten. Der neue Ministerpräsident Alfred Fellisch setzte ihn jedoch wieder ein. Auch unter dessen Nachfolger Max Heldt war Block 1924 bei Kabinettssitzungen anwesend. Für den Altsozialisten Heldt war es taktisch geschickt, an Block als Leiter der Nachrichtenstelle festzuhalten, weil Block der regierungskritischen Presse nahestand.
Mit dem Amtsantritt des rechtsgerichteten Ministerpräsidenten Wilhelm Bünger (DVP) im Juni 1929 geriet Block unter Druck. Nach dem Tod des Leiters der Sächsischen Staatszeitung Karl Bethke und des Leiters der Sächsischen Staatskanzlei Alfred Schulze vollzog die Regierung Ende Juli 1929 einen Personalwechsel: Büngers aufstrebender Parteikollege Arthur Graefe übernahm die Nachrichtenstelle, während Block als Hauptschriftleiter zur Sächsischen Staatszeitung wechselte. Weil sich Block nach dem Regierungswechsel loyal verhalten hatte, gewährte ihm das Kabinett eine Abfindung von 10.000 Reichsmark. Nach dem wegen seines republikanischen Inhalts umstrittenen Artikel „Sechzig Jahre Deutsches Reich“ von Block in der Ausgabe der Sächsischen Staatszeitung vom 17. Januar 1931 beschloss der Sächsische Landtag, das Blatt in ein reines Bekanntmachungsorgan umzuwandeln; am 31. März 1932 wurde die Staatszeitung ganz eingestellt.
Nach 1945 wurde der schon von Krankheiten gezeichnete Block noch einmal kurzzeitig Chefredakteur der in Dresden erscheinenden SPD-Zeitung Volksstimme. 1946 schrieb er noch Beiträge für die ebenfalls in Dresden und von der KPD und SPD herausgegebene Zeitschrift Sozialistische Einheit.

## Werke (Auswahl)
- Moabit. Ein Bild polizeilicher Willkürherrschaft. Buchhandlung Vorwärts, Berlin 1911, DNB 575146893.
- Sachsen im Zeitalter der Völkerschlacht. Leipziger Buchdruckerei, Leipzig 1913, DNB 57921396X.
  - Neuauflage Sachsen im Zeitalter der Völkerschlacht. Salzwasser-Verlag, 2012, ISBN 978-3-8460-1247-5.
- mit Werner Möller und Friedrich Seger: Zum ersten Jahrestage der deutschen Revolution vom 9. November 1918. Leipzig 1919, DNB 361539568.
- (Bearb.): Das Buch des Arbeiters. Ein Verzeichnis empfehlenswerter Schriften für alle Schaffenden. Dresden 1925.
- (Bearb.): Das Buch des Arbeiters 1926/1927. Ein Wegweiser für alle Schaffenden. Dresden 1926.